# Jonathan Davis
Jonathan Howsmon Davis (Bakersfield, California; 18 de enero de 1971) es un músico estadounidense, conocido por ser el vocalista y compositor de la banda de nu metal, Korn.
Jonathan figura en el puesto 16 en la lista Los 100 mejores vocalistas del metal de todos los tiempos, según la revista estadounidense Hit Parader.

## Biografía
Hijo de Holly Marie (Smith) Chávez y Rick Duane Davis. Su padre es de Glasgow, Escocia. Tiene una hermana llamada Alyssa y un medio hermano, Mark Chavez, (conocido por ser el vocalista de Adema), y una media hermana, Amanda Chavez, por parte de su madre. Su padre fue tecladista de Buck Owens y Frank Zappa, mientras que su madre fue una actriz y bailarina profesional. Con sólo tres años de edad, su padre y su madre se divorciaron, y fue criado por su padre y madrastra Lillie en California. Jonathan Davis sufrió de asma cuando era niño; enfermedad por la cual casi muere a la edad de 5 años. Él habló en una entrevista de la mala relación que siempre tuvo con su madrastra. Dijo que acostumbraba acosarlo y torturarlo, dándole té mezclado con aceite caliente tailandés y jugo jalapeño para beber cuando estaba enfermo. El padre de Jonathan luego se divorció de ella. Jonathan dijo que la canción "Kill You", fue escrita para ella. Davis dijo que su primera inspiración musical desde niño fue Andrew Lloyd Webber en el musical Jesus Christ Superstar, y su grupo favorito era Duran Duran. Se graduó en Highland High School de Bakersfield, California en 1989. También asistió a la escuela en San Francisco de Ciencia Mortuoria por poco tiempo.

## Ámbito artístico

### Korn
Su primer contacto con el mundo de la música fue en una banda de Hard rock llamada Sexart. En 1993, Davis forma KoЯn junto con los exmiembros de la banda L.A.P.D. Jonathan fue el último miembro de Korn. James Shaffer y Brian Welch descubrieron a Jonathan en un bar, viéndolo cantar entonces con Sexart. Cuando acabaron el concierto se le acercaron con la oferta de unirse con ellos.
En los primeros años, Jonathan fue reconocido por usar ropa deportiva Adidas en el escenario, incluyendo prendas confeccionadas especialmente para él, lo que se convirtió en la marca de estilo para todos los fans de KoЯn; tiempo después, la marca que usaba fue remplazada por Puma. También en conciertos aparecía usando faldas oscuras para reflejar sus antepasados escoceses. Ha grabado un total de 13 álbumes (Korn, 1994; Life is Peachy, 1996; Follow the Leader, 1998; Issues, 1999; Untouchables, 2002; Take a Look in the Mirror, 2003; See You on the Other Side, 2005; Untitled, 2007; Korn III, 2010; The Path of Totality, 2011, The Paradigm Shift, 2013, The Serenity of Suffering, 2016 y The Nothing, 2019), más una recopilación de grandes éxitos (2004).
En 2000 el artista Hans Ruedi Giger crea una obra a pedido de Jonathan Davis, un micrófono que ha sido usado en diferentes giras de la banda Korn por el mundo.

### Solista
Davis reveló el nombre y fecha de su álbum de estudio como solista, titulado Black Labyrinth, para el 25 de mayo de 2018. El cantante también compartió la portada del álbum junto con adelantos de 30 segundos de cada uno de los 13 tracks que lo conforman.
Davis comentó que sus principales inspiraciones temáticas para el material fueron la religión, el consumismo y la apatía a la que todos nos vemos expuestos en la actualidad.

### JDevil
Jonathan Davis también tiene un proyecto como solista de música electrónica bajo el nombre "JDevil".

## Vida personal
La infancia de Davis es una gran influencia en las letras de Korn. La canción "Daddy" dio lugar a un rumor de que fue abusado sexualmente por su padre, Rick Davis. Sin embargo, Jonathan ha aparecido en numerosas entrevistas diciendo que escribió la canción sobre una amiga de la familia que abusó sexualmente de él. Dijo que cuando trató de hablar con su familia cuando era niño para contarles sobre el abuso, se encogieron de hombros y no le creyeron.
Davis se ha casado dos veces. Su primer matrimonio fue con su novia de la escuela secundaria, Renee Perez. Se casaron el 28 de noviembre de 1998 en una ceremonia de temática medieval. Juntos tuvieron un hijo, Nathan Howsmon Davis, que nació el 18 de octubre de 1995. La pareja se divorció en 2000. Una década después del lanzamiento del primer álbum de Korn, el 10 de octubre de 2004, Davis se casó en Hawái, esta vez con la exestrella porno Deven Davis, teniendo así a su segundo hijo, Pirate Howsmon Davis, nacido el 18 de marzo de 2005. El tercer hijo de Davis, Zeppelin Howsmon Davis, nació el 28 de abril de 2007. Se divorciaron en 2016 y ella falleció por sobredosis de diversas drogas el 12 de agosto de 2018.

## Discografía

### Korn
- Korn (1994)
- Life Is Peachy (1996)
- Follow the Leader (1998)
- Issues (1999)
- Untouchables (2002)
- Take a Look in the Mirror (2003)
- See You on the Other Side (2005)
- untitled (2007)
- Korn III – Remember Who You Are (2010)
- The Path of Totality (2011)
- The Paradigm Shift (2013)
- The Serenity of Suffering (2016)
- The Nothing (2019)
- Requiem (2022)

### Jonathan Davis and the SFA
- Alone I Play (2007)
- Live at the Union Chapel (2011)

### Killbot
- Sound Surgery (2012)

### Como solista
- Black Labyrinth (2018)